# Harige rookwants
De harige rookwants (Lasiosomus enervis) is een wants uit de onderfamilie Rhyparochrominae en uit de familie bodemwantsen (Lygaeidae).
De onderfamilie Rhyparochrominae wordt ook weleens als een zelfstandige familie Rhyparochromidae gezien in een superfamilie Lygaeoidea. Lygaeidae is conform de indeling van bijvoorbeeld het Nederlands Soortenregister.

## Uiterlijk
De harige rookwant is 3,6 tot 4,2 mm lang. De voorvleugels zijn glanzend bruin en de poten en antennes zijn lichtbruin. Alleen het laatste segment van de antenne is donker. De kop en het schildje (scutellum) zijn glanzend zwart. Het halsschild (pronotum) is ook zwart maar met bruin in het onderste deel. Er is een grote overeenkomst met de glanzende donsrug (Stygnocoris sabulosus), zowel wat betreft kleur als beharing. Een verschil is, dat de voorste helft van het halsschild van de harige rookwants niet gepuncteerd is en dat het niet doorzichtige deel van de voorvleugels een grotere afstand heeft tussen de twee rijen puntjes. De harige rookwants is altijd langvleugelig (macropteer).

## Verspreiding en habitat
De soort komt vooral voor in Europa vanaf het zuidelijke deel van Scandinavië tot het noordelijke deel van het Middellandse Zeegebied. Naar het zuidenoosten is hij verspreid tot in de Kaukasus. Hij leeft in droge tot vochtige, open en halfbeschaduwde gebieden. Hij heeft een voorkeur voor kalkrijke gronden en is vaak te vinden bij de randen of op open plekken van beukenbossen.

## Leefwijze
Deze wantsen leven op de grond in de strooisellaag of kruidlaag en zuigen waarschijnlijk polyfaag op zaden. De imago’s overwinteren en paren in mei, juni.